# Asilus festivus
Asilus festivus är en tvåvingeart som beskrevs av Johann Wilhelm Meigen 1835. Asilus festivus ingår i släktet Asilus och familjen rovflugor.
Artens utbredningsområde är Tyskland. Inga underarter finns listade i Catalogue of Life.